# 어벤져스의 수상 및 후보 목록
《어벤져스》(The Avengers)는 마블 코믹스의 동명 만화를 원작으로 한 2012년 공개된 슈퍼히어로 영화로, 조스 휘던이 감독을 맡았다. 주요 출연자로는 로버트 다우니 주니어, 크리스 에번스, 마크 러펄로, 크리스 헴스워스, 스칼릿 조핸슨, 제러미 레너, 톰 히들스턴, 클라크 그레그, 코비 스멀더스, 스텔란 스카르스고르드, 새뮤얼 L. 잭슨 등이 있다. 영화의 주요 내용은 S.H.I.E.L.D.의 국장 닉 퓨리 (새뮤얼 L. 잭슨)의 주축으로 형성된 어벤저스 팀은 아이언맨 (로버트 다우니 주니어), 캡틴 아메리카 (크리스 에번스), 헐크 (마크 러펄로), 토르 (크리스 헴스워스), 블랙 위도우 (스칼릿 조핸슨), 호크아이 (제러미 레너)로 구성되어 토르의 동생 로키의 침략으로부터 지구를 구한다는 것이다.
제작 비용은 2억 2천만 달러였으며, 2012년 5월 4일 미국에서 개봉한 이후 전 세계에서 총 15억 달러 이상의 수입을 냈다. 영화는 많은 상에 후보로 올랐으며, 특히 시각 효과 부문에서 많이 올랐다. 배우로는 특히 로버트 다우니 주니어, 크리스 헴스워스, 스칼릿 조핸슨이 많이 올랐다. 《어벤져스》는 아카데미 시각효과상과 영국 아카데미 영화상 시각효과 부문에 후보로 올랐다. 또한, 크리틱스 초이스 무비 어워드 3개 부문, 엠파이어상 5개 부문, 키즈 초이스 어워드 6개 부문, MTV 무비 어워드 6개 부문, 피플스 초이스 어워드 13개 부문 (3개 부문 수상), 새턴상 6개 부문 (4개 부문 수상), 틴 초이스 어워드 11개 부문 (2개 부문 수상), VES 어워드 6개 부문 (2개 부문 수상)에 후보로 올랐다.

## 수상 및 후보 목록
| 상                                       | 날짜             | 부문                                       | 대상자 | 결과 | 출처                 |
| ---------------------------------------- | ---------------- | ------------------------------------------ | --- | ---- | -------------------- |
| 골든 트레일러 어워드                     | 2012년 5월 31일  | 2012년 여름 블록버스터 예고편상            | 《어벤져스》 "Personal"                                                                                       | 후보 | [ 4 ]                |
| 골든 트레일러 어워드                     | 2012년 5월 31일  | 최우수 액션 TV 스팟상                      | 《어벤져스》 "Become"                                                                                         | 후보 | [ 4 ]                |
| 틴 초이스 어워드                         | 2012년 7월 22일  | SF/판타지 영화상                           | 《어벤져스》                                                                                                  | 후보 | [ 5 ] [ 6 ] [ 7 ]    |
| 틴 초이스 어워드                         | 2012년 7월 22일  | SF/판타지 남자 배우상                      | 크리스 헴스워스                                                                                               | 후보 | [ 5 ] [ 6 ] [ 7 ]    |
| 틴 초이스 어워드                         | 2012년 7월 22일  | SF/판타지 남자 배우상                      | 로버트 다우니 주니어                                                                                          | 후보 | [ 5 ] [ 6 ] [ 7 ]    |
| 틴 초이스 어워드                         | 2012년 7월 22일  | SF/판타지 여자 배우상                      | 스칼릿 조핸슨                                                                                                 | 후보 | [ 5 ] [ 6 ] [ 7 ]    |
| 틴 초이스 어워드                         | 2012년 7월 22일  | 심술 (Hissy Fit)상                         | 마크 러펄로                                                                                                   | 후보 | [ 5 ] [ 6 ] [ 7 ]    |
| 틴 초이스 어워드                         | 2012년 7월 22일  | 빌런상                                     | 톰 히들스턴                                                                                                   | 후보 | [ 5 ] [ 6 ] [ 7 ]    |
| 틴 초이스 어워드                         | 2012년 7월 22일  | 남자 신 스틸러상                           | 크리스 에번스                                                                                                 | 후보 | [ 5 ] [ 6 ] [ 7 ]    |
| 틴 초이스 어워드                         | 2012년 7월 22일  | 액션 영화상                                | 《어벤져스》                                                                                                  | 수상 | [ 5 ] [ 6 ] [ 7 ]    |
| 틴 초이스 어워드                         | 2012년 7월 22일  | 남자 배우상                                | 로버트 다우니 주니어                                                                                          | 후보 | [ 5 ] [ 6 ] [ 7 ]    |
| 틴 초이스 어워드                         | 2012년 7월 22일  | 남자 배우상                                | 크리스 헴스워스                                                                                               | 수상 | [ 5 ] [ 6 ] [ 7 ]    |
| 틴 초이스 어워드                         | 2012년 7월 22일  | 여자 배우상                                | 스칼릿 조핸슨                                                                                                 | 후보 | [ 5 ] [ 6 ] [ 7 ]    |
| 할리우드 필름 페스티벌                   | 2012년 10월 10일 | 시각 효과상                                | 제프 화이트                                                                                                   | 수상 | [ 8 ]                |
| 디트로이트 영화 비평가 협회              | 2012년 12월 14일 | 최우수 앙상블상                            | 《어벤져스》                                                                                                  | 후보 | [ 9 ]                |
| 세인트루이스 게이트웨이 영화 비평가 협회 | 2012년 12월 17일 | 최우수 시각 효과상                         | 《어벤져스》                                                                                                  | 후보 | [ 10 ]               |
| 피플스 초이스 어워드                     | 2013년 1월 9일   | 작품상                                     | 《어벤져스》                                                                                                  | 후보 | [ 11 ]               |
| 피플스 초이스 어워드                     | 2013년 1월 9일   | 액션 영화상                                | 《어벤져스》                                                                                                  | 후보 | [ 11 ]               |
| 피플스 초이스 어워드                     | 2013년 1월 9일   | 영화 프랜차이즈상                          | 《어벤져스》                                                                                                  | 후보 | [ 11 ]               |
| 피플스 초이스 어워드                     | 2013년 1월 9일   | 최우수 남자 배우상                         | 로버트 다우니 주니어                                                                                          | 수상 | [ 11 ]               |
| 피플스 초이스 어워드                     | 2013년 1월 9일   | 최우수 여자 배우상                         | 스칼릿 조핸슨                                                                                                 | 후보 | [ 11 ]               |
| 피플스 초이스 어워드                     | 2013년 1월 9일   | 최우수 액션 남자 배우상                    | 크리스 에반스                                                                                                 | 후보 | [ 11 ]               |
| 피플스 초이스 어워드                     | 2013년 1월 9일   | 최우수 액션 남자 배우상                    | 크리스 헴스워스                                                                                               | 수상 | [ 11 ]               |
| 피플스 초이스 어워드                     | 2013년 1월 9일   | 최우수 액션 남자 배우상                    | 로버트 다우니 주니어                                                                                          | 후보 | [ 11 ]               |
| 피플스 초이스 어워드                     | 2013년 1월 9일   | 최우수 슈퍼히어로                          | 크리스 에반스 (캡틴 아메리카)                                                                                 | 후보 | [ 11 ]               |
| 피플스 초이스 어워드                     | 2013년 1월 9일   | 최우수 슈퍼히어로                          | 크리스 헴스워스 (토르)                                                                                        | 후보 | [ 11 ]               |
| 피플스 초이스 어워드                     | 2013년 1월 9일   | 최우수 슈퍼히어로                          | 로버트 다우니 주니어 (아이언맨)                                                                               | 수상 | [ 11 ]               |
| 피플스 초이스 어워드                     | 2013년 1월 9일   | 최우수 케미스트리상                        | 스칼릿 조핸슨, 제러미 레너                                                                                    | 후보 | [ 11 ]               |
| 피플스 초이스 어워드                     | 2013년 1월 9일   | 영웅주의의 모습상                          | 스칼릿 조핸슨                                                                                                 | 후보 | [ 11 ]               |
| 크리틱스 초이스 어워드                   | 년 1월 10일      | 최우수 액션 영화상                         | 《어벤져스》                                                                                                  | 후보 | [ 12 ]               |
| 크리틱스 초이스 어워드                   | 년 1월 10일      | 액션 배우상                                | 로버트 다우니 주니어                                                                                          | 후보 | [ 12 ]               |
| 크리틱스 초이스 어워드                   | 년 1월 10일      | 시각 효과상                                | 《어벤져스》                                                                                                  | 후보 | [ 12 ]               |
| 애니상                                   | 2013년 2월 2일   | 최우수 영상 효과상                         | 제롬 플래토, 존 시거드슨, 라이언 홉킨스, 롤 에시그, 마크 채터웨이 (인더스트리얼 라이트 & 매직)                | 수상 | [ 13 ]               |
| 애니상                                   | 2013년 2월 2일   | 최우수 캐릭터 효과상                       | 제이컵 피스테키, 마이아 케이서, 스콧 벤자, 스티브 킹, 키런 뱃 (인더스트리얼 라이트 & 매직)                    | 후보 | [ 13 ]               |
| VES 어워드                               | 2013년 2월 5일   | 최우수 영상 효과상                         | 《어벤져스》: 수전 피켓, 재닉 시르스, 제프 화이트, 가이 윌리엄스                                              | 후보 | [ 14 ]               |
| VES 어워드                               | 2013년 2월 5일   | 최우수 캐릭터 효과상                       | 헐크: 마크 추, 존 더블스타인, 시러스 잼, 제이슨 스미스                                                        | 후보 | [ 14 ]               |
| VES 어워드                               | 2013년 2월 5일   | 최우수 환경 효과상                         | 미드타운 맨해튼: 리처드 블러프, 길스 핸콕, 데이비드 메니, 앤디 프록터                                         | 수상 | [ 14 ]               |
| VES 어워드                               | 2013년 2월 5일   | 가상 촬영 효과상                           | 다운타운 맨해튼: 콜린 브누아, 제러미 골드먼, 토리 머서, 앤서니 리스폴리                                       | 후보 | [ 14 ]               |
| VES 어워드                               | 2013년 2월 5일   | 뛰어난 모델상                              | 헬리캐리어: 러네이 가르시아, 브루스 홀콤, 폴리 잉, 에런 윌슨                                                  | 수상 | [ 14 ]               |
| VES 어워드                               | 2013년 2월 5일   | 뛰어난 합성 효과상                         | 헐크의 펀치: 크리스 밸로그, 피터 데머레스트, 넬슨 세펄베다, 앨런 트래비스                                     | 후보 | [ 14 ]               |
| 영국 아카데미 영화상                     | 2013년 2월 10일  | 최우수 시각 효과상                         | 《어벤져스》                                                                                                  | 후보 | [ 15 ]               |
| 골든 릴 어워드                           | 2013년 2월 17일  | 최우수 음향 편집상                         | 《어벤져스》                                                                                                  | 후보 | [ 16 ]               |
| 아카데미상                               | 2013년 2월 24일  | 시각효과상                                 | 재닉 시르스, 제프 화이트, 가이 윌리엄스, 댄 서디크                                                            | 후보 | [ 17 ]               |
| 키즈 초이스 어워드                       | 2013년 3월 23일  | 최우수 영화상                              | 《어벤져스》                                                                                                  | 후보 | [ 18 ]               |
| 키즈 초이스 어워드                       | 2013년 3월 23일  | 최우수 여자 배우상                         | 스칼릿 조핸슨                                                                                                 | 후보 | [ 18 ]               |
| 키즈 초이스 어워드                       | 2013년 3월 23일  | 액션 남자 배우상                           | 로버트 다우니 주니어                                                                                          | 후보 | [ 18 ]               |
| 키즈 초이스 어워드                       | 2013년 3월 23일  | 액션 남자 배우상                           | 크리스 헴스워스                                                                                               | 후보 | [ 18 ]               |
| 키즈 초이스 어워드                       | 2013년 3월 23일  | 액션 여자 배우상                           | 스칼릿 조핸슨                                                                                                 | 후보 | [ 18 ]               |
| 키즈 초이스 어워드                       | 2013년 3월 23일  | 빌런상                                     | 톰 히들스턴                                                                                                   | 후보 | [ 18 ]               |
| 엠파이어상                               | 2013년 월 24일   | 최우수 SF/판타지상                         | 《어벤져스》                                                                                                  | 후보 | [ 19 ]               |
| 엠파이어상                               | 2013년 월 24일   | 최우수 3D상                                | 《어벤져스》                                                                                                  | 후보 | [ 19 ]               |
| 엠파이어상                               | 2013년 월 24일   | 최우수 감독상                              | 조스 휘던 | 후보 | [ 19 ]               |
| 엠파이어상                               | 2013년 월 24일   | 최우수 배우상                              | 로버트 다우니 주니어                                                                                          | 후보 | [ 19 ]               |
| 엠파이어상                               | 2013년 월 24일   | 최우수 영화상                              | 《어벤져스》                                                                                                  | 후보 | [ 19 ]               |
| MTV 무비 어워드                          | 2013년 4월 14일  | 올해의 영화상                              | 《어벤져스》                                                                                                  | 수상 | [ 20 ] [ 21 ] [ 22 ] |
| MTV 무비 어워드                          | 2013년 4월 14일  | 최우수 듀오상                              | 로버트 다우니 주니어, 마크 러펄로                                                                             | 후보 | [ 20 ] [ 21 ] [ 22 ] |
| MTV 무비 어워드                          | 2013년 4월 14일  | 최우수 전투상                              | 로버트 다우니 주니어, 크리스 에번스, 마크 러펄로, 크리스 헴스워스, 스칼릿 조핸슨, 제러미 레너 vs. 톰 히들스턴 | 수상 | [ 20 ] [ 21 ] [ 22 ] |
| MTV 무비 어워드                          | 2013년 4월 14일  | 최우수 영웅상                              | 로버트 다우니 주니어                                                                                          | 후보 | [ 20 ] [ 21 ] [ 22 ] |
| MTV 무비 어워드                          | 2013년 4월 14일  | 최우수 영웅상                              | 마크 러펄로                                                                                                   | 후보 | [ 20 ] [ 21 ] [ 22 ] |
| MTV 무비 어워드                          | 2013년 4월 14일  | 최우수 빌런상                              | 톰 히들스턴                                                                                                   | 수상 | [ 20 ] [ 21 ] [ 22 ] |
| 토러스 월드 스턴트 어워드                | 2013년 5월 11일  | 최우수 전투상                              | 《어벤져스》                                                                                                  | 수상 | [ 23 ]               |
| 토러스 월드 스턴트 어워드                | 2013년 5월 11일  | 최우수 고공 작업상                         | 《어벤져스》                                                                                                  | 수상 | [ 23 ]               |
| 토러스 월드 스턴트 어워드                | 2013년 5월 11일  | 최우수 차량 작업상                         | 《어벤져스》                                                                                                  | 후보 | [ 23 ]               |
| 토러스 월드 스턴트 어워드                | 2013년 5월 11일  | 최우수 스턴트 여자 배우상                  | 《어벤져스》                                                                                                  | 수상 | [ 23 ]               |
| 토러스 월드 스턴트 어워드                | 2013년 5월 11일  | 최우수 히트상                              | 《어벤져스》                                                                                                  | 수상 | [ 23 ]               |
| 토러스 월드 스턴트 어워드                | 2013년 5월 11일  | 최우수 스턴트 코디네이터/제2 제작진 감독상 | 《어벤져스》                                                                                                  | 후보 | [ 23 ]               |
| 네뷸러 어워드                            | 2013년 5월 19일  | 최우수 상연 레이 브래드버리상              | 《어벤져스》: 조스 휘던 (감독, 작가), 잭 펜 (작가)                                                            | 후보 | [ 24 ]               |
| 새턴상                                   | 2013년 6월 26일  | 최우수 SF 영화상                           | 《어벤져스》                                                                                                  | 수상 | [ 25 ] [ 26 ]        |
| 새턴상                                   | 2013년 6월 26일  | 최우수 조연상                              | 클라크 그레그                                                                                                 | 수상 | [ 25 ] [ 26 ]        |
| 새턴상                                   | 2013년 6월 26일  | 최우수 감독상                              | 조스 휘던 | 수상 | [ 25 ] [ 26 ]        |
| 새턴상                                   | 2013년 6월 26일  | 최우수 각본상                              | 조스 휘던 | 후보 | [ 25 ] [ 26 ]        |
| 새턴상                                   | 2013년 6월 26일  | 최우수 편집상                              | 제프리 포드, 리사 라세크                                                                                      | 후보 | [ 25 ] [ 26 ]        |
| 새턴상                                   | 2013년 6월 26일  | 최우수 시각 효과상                         | 재닉 시르스, 제프 화이트, 가이 윌리엄스, 댄 서디크                                                            | 수상 | [ 25 ] [ 26 ]        |
| 휴고상                                   | 2013년 9월 1일   | 최우수 상연상                              | 《어벤져스》                                                                                                  | 수상 | [ 27 ]               |